# Gary Taubes
Pour les articles homonymes, voir Taubes.
 (octobre 2012).
Si vous disposez d'ouvrages ou d'articles de référence ou si vous connaissez des sites web de qualité traitant du thème abordé ici, merci de compléter l'article en donnant les références utiles à sa vérifiabilité et en les liant à la section « Notes et références ».
Gary Taubes (né le 30 avril 1956) est un journaliste scientifique américain. Son dernier livre FAT : pourquoi on grossit redécouvre la donnée scientifique selon laquelle[pas clair] les glucides génèrent de l'insuline qui génère de la graisse[Quoi ?].